# Аксьонов Юрій Олександрович
Юрій Аксьонов (рос. Юрий Александрович Аксëнов, нар. 11 серпня 1973, Волгоград) — радянський, згодом — російський і казахський футболіст, що грав на позиції флангового півзахисника.
Грав за національну збірну Казахстану.

## Клубна кар'єра
У дорослому футболі дебютував 1990 року виступами за команду клубу «Текстильник» (Камишин), в якій взяв участь лише у 2 матчах чемпіонату.
Своєю грою за цю команду привернув увагу представників тренерського штабу київського «Динамо», до складу якого приєднався 1991 року. За основний склад провів одну гру в останньому розіграші кубка СРСР і декілька ігор за другу команду, а по завершенні сезону залишив, на той час вже незалежну, Україну.
У 1992 році уклав контракт з волгоградським «Ротором», у складі якого провів наступні три роки своєї кар'єри, граючи, утім, також лише за команду дублерів волгоградського клубу. Згодом з 1995 по 1997 рік грав у складі команд клубів «Торпедо» (Волзький) та «Енергія» (Камишин).
З 1997 року два сезони захищав кольори команди клубу «Уралан». Граючи у складі «Уралана», як і в попередніх командах, здебільшого виходив на поле в основному складі команди.
Протягом 2000—2005 років захищав кольори клубів «Женіс», «Уралан», «Кристал» (Смоленськ) та «Кайрат».
У 2006 році перейшов до клубу «Восток», за який відіграв 2 сезони. Тренерським штабом нового клубу також розглядався як гравець «основи». Завершив професійну кар'єру футболіста виступами за команду «Восток» у 2008 році.

## Виступи за збірну
У 2003 році, попередньо прийнявши громадянство Казахстану, дебютував в офіційних матчах у складі національної збірної Казахстану. Протягом кар'єри у національній команді, яка тривала усього 2 роки, провів у формі головної команди країни 5 матчів, забивши 1 гол.

## Титули і досягнення
- Чемпіон Казахстану: 2000, 2001, 2004.
- Володар Кубка Казахстану: 2000-01